# Râul Jariștea Mică
Râul Jariștea Mică este un curs de apă, afluent al râului Mândra. 

## Hărți
- Harta Munții Lotrului  Arhivat în 6 mai 2008, la Wayback Machine.